# Мартін Даррелл
Мартін Да́ррелл (англ. Martin Durrell; нар. 6 листопада 1943) — британський науковець, фахівець з німецької мови. У 1990 році Мартін Даррелл очолив кафедру германістики Університету Манчестера, і продовжував залишатися на її чолі до отримання статусу професора-емерита й відставки у 2008 році.

## Життєпис
До отримання диплому із Загальної Лінгвістики у Манчестерському університеті Даррелл здобув освіту у Кембриджському коледжі Ісуса за напрямком сучасні і середньовічні мови. Крім цього він також отримав докторський ступінь в Університеті Марбурга.
Від 1967 до 1986 року, Даррелл працював на посаді викладача в Університеті Манчестера. Після цього він чотири роки працював професором Німецької мови у Королівському коледжі Холлоуей і коледжі Бедфорд, Лондонського університету.
Від 1998 до 2008, Даррелл був членом міжнародної вченої ради Інституту Німецької мови (IDS). Від 1995 до 2004 року він працював у міжнародному комітеті Міжнародної асоціації німецьких досліджень (IVG). Протягом 2004-05 років він обіймав посаду Віце-президента цієї організації. Також Мартін Даррелл є автором підручника «Hammer's German Grammar and Usage» (укр. Німецька граматика і її використання на практиці). Цей підручник написаний англійською мовою і належить до основних довідників з вивчення німецької граматики.
У 2002 році Даррелл отримав відзнаку Bundesverdienstkreuz (Орден «За заслуги перед Федеративною Республікою Німеччина) за налагодження зв'язків між Британією і Німеччиною.